# Herbert Familton
Herbert Edward Jepson Familton (ur. 31 marca 1928 w Oamaru, zm. 19 maja 2002 w Dunedin) – nowozelandzki narciarz alpejski, olimpijczyk.
Na zimowych igrzyskach olimpijskich w Oslo pomimo złamanego kciuka wystartował w slalomie gigancie oraz zjeździe, zajmując odpowiednio 77. i 65. miejsce.